# 悪1013
『悪1013 』（あくとういちみ）は、小川雅史による日本の漫画作品。

## 概要
講談社の漫画雑誌『月刊アフタヌーン』にて、2002年8月号から2003年6月号まで連載された。単行本は全1巻。ISBN 4063143228

## 登場人物
アーク
本編の主人公、絶対統治世界パーフェクツそのものに戦いを挑むべく「悪1013」を結成。
ワァル
アークの相棒。
アラヤ
「悪1013」の情報屋。
ナイジェンメール
「悪1013」のメイド。
逆鱗（ドラゴンスケイル）
世界を守る超人篭手（ゴントレット）の一人。
阿修羅（アスラ）
既存の世界を焼き滅ぼし、揺り篭（クレイドル）と呼ばれるこの平和世界を作り上げた超人。